# Зоран Тошич
Зоран Тошич (на сръбски: Зоран Тошић) е сръбски футболист, полузащитник на ФК Тобол и сръбския национален отбор.

## Кариера
Той започва своята кариера в местния Протелар Зренянин. Но след съединението на клуба с Будучност (Банатски Двор) отбора се преименува на Банат Зренянин. Но още в следващия сезон заиграва в сръбския гранд Партизан (Белград). Там той изиграва 49 мача и вкарва 14 гола и така хваща окото на Манчестър Юнайтед и през зимата на 2009 г. си осигуряват неговите услуги. През пролетта на 2010 е даден под наем в Кьолн. Там прави силни мачове. В средата на 2010 е привлечен в ЦСКА Москва за 9,5 млн. евро. Дебютира на 1 август 2010 срещу Спартак Москва. Вкарва 2 гола на Анортозис в Лига Европа на 19 август 2010. На 15 август вкарва срещу Анжи. В 2011 вкарва 2 гола – срещу Криля Советов и Спартак. При попадението си срещу Спартак, Зоран си удря окото в камерата и след няколко минути е сменен от Секу Олисе. На 14 март 2012 отблезва гол в шампионската лига срещу Реал Мадрид, но неговият отбор отпада. Избран е за футболист на месец март в анкетата на „Промсвязбанк“.
В края на април 2012 Зоран вкарва 2 гола на Спартак Москва, а в следващия кръг още 2 на Локомотив, с което помага на ЦСКА за достигне до второто място след няколко поредни загуби. В следващия си мач вкарва 2 попадения на Локомотив. Тошич пропуска края на сезона поради травма, но това не попречва на ЦСКА Москва да станат шампиони. С „армейците“ Зоран печели и купата и суперкупата на Русия. Завръща се в игра през август 2013 г. На 27 октомври 2013 вкарва хеттрик на ФК Краснодар, отбелязва и 2 попадени в груповата фаза на Шампионската лига. Феновете го избират за играч на месеца. На 15 май 2014 г. вкарва победния гол във вратата на Локомотив (Москва), с който „армейците“ печелят титлата на страната, дублирайки успеха си от предния сезон.
През лятото на 2017 г. се завръща в Партизан.